# Donuzław

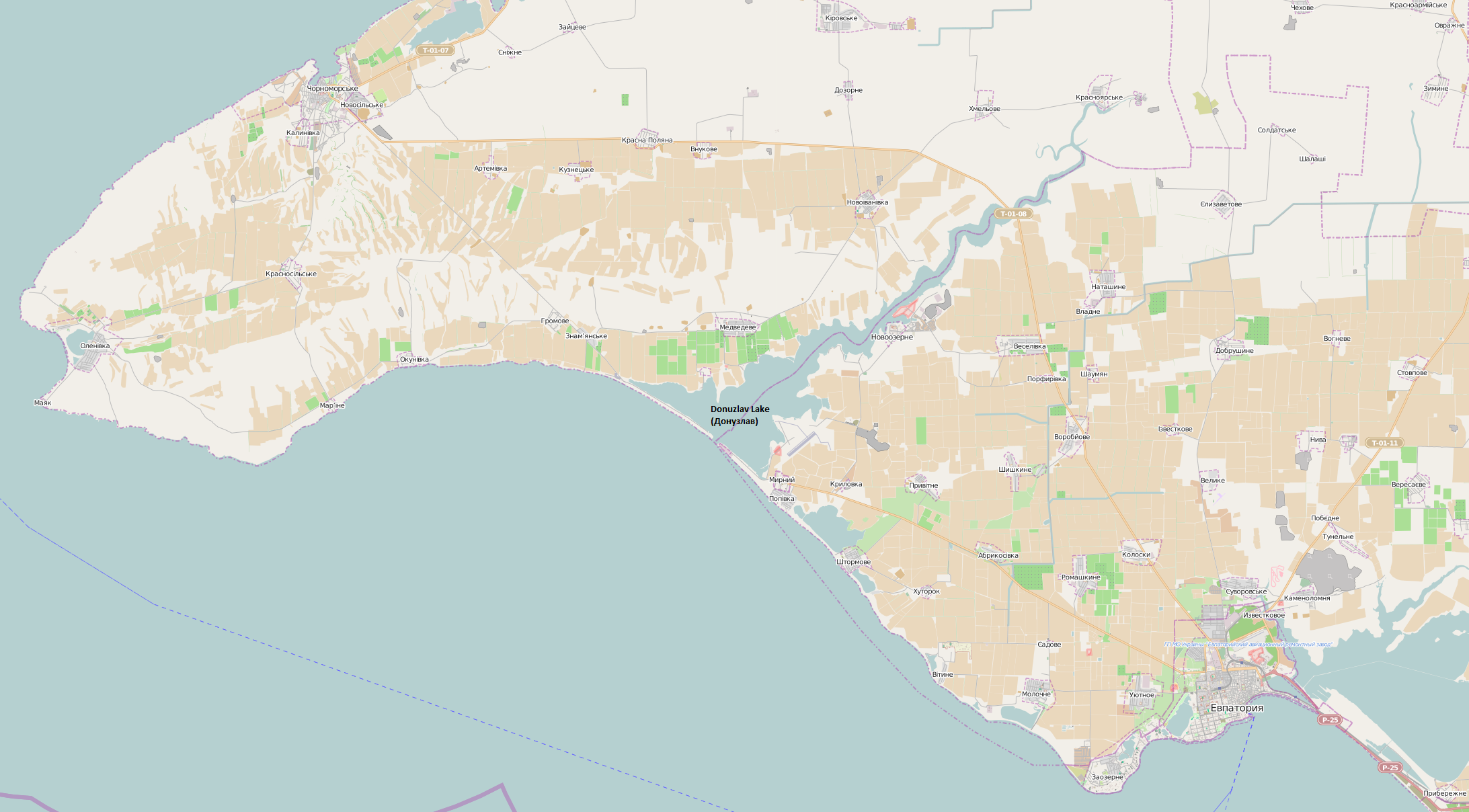
Jezioro Donuzław na mapie Krymu.

Donuzław (ukr. Донузлав, ros. Донузлав) – największe jezioro Krymu, od 1961 połączone sztucznym przekopem z Morzem Czarnym. Położone w zachodniej części Krymu, na południowy wschód od Półwyspu Tarchankuckiego. W głębi jeziora znajdowała się baza floty wojennej Ukrainy. Obecnie baza wojskowa WMF RF.
Długość 27 km, maksymalna szerokość 9 km, a głębokość do 28 m. Jest to zbiornik mocno wydłużony z NE na SW. Powierzchnia akwenu wynosi ok. 48 km². Ze względu na połączenie z morzem i na fakt, że jezioro to jest zatopioną częścią doliny rzecznej obecnie określany jest też jako liman. Jezioro powstało w rezultacie zatopienia przez wody Morza Czarnego wąwozu, a następnie w poprzek jego ujścia ukształtowała się mierzeja piaszczysta, długości 12,5 km i szerokości od 0,3 do 1 km, która całkowicie odcięła zatokę od morza, prowadząc do przeobrażenia zatoki w słone jezioro. Do 1961 r. był to akwen hipersalinarny o zasoleniu 90 ‰, połączenie go z morzem sztucznym przekopem wykonanym w 1961 doprowadziło do obniżenia w ciągu dekady zasolenia do poziomu zasolenia Morza Czarnego, 18-19 ‰, choć wciąż jest to zbiornik wód słonych, z wyjątkiem jego najbardziej w głąb lądu położonej części, gdzie dopływ wód słodkich obniża zasolenie do 3-5 ‰. Dno zbiornika zasiedlało wg danych z 1997 r. 158 gatunków makrozoobentosu, głównie wieloszczety, ślimaki, małże i skorupiaki, co jest dość wysoką wartością dla Morza Czarnego. Duża bioróżnorodność gatunkowa jest m.in. wynikiem zmiennego zasolenia w różnych częściach akwenu. 
Donuzlaw jest narażony na dość silną antropopresję, z powodu działalności w jego zatokach portów, funkcjonującej od II połowy XX w. podwodnej kopalni piasków dennych zlokalizowanej po obu stronach przekopu w strefie przyujściowej i posługującej się refulerami, a także obecności nad brzegiem kilku miejscowości i znacznego ruchu turystycznego z infrastrukturą. W efekcie notuje się skażenie osadów dennych, m.in. ołowiem, rtęcią, miedzią, pochodnymi ropy naftowej, w wielu miejscach przekracza ono normy. 